# Clethra alnifolia
Clethra alnifolia är en tvåhjärtbladig växtart som beskrevs av Carl von Linné. Clethra alnifolia ingår i släktet Clethra och familjen Clethraceae. Inga underarter finns listade i Catalogue of Life.

## Bildgalleri

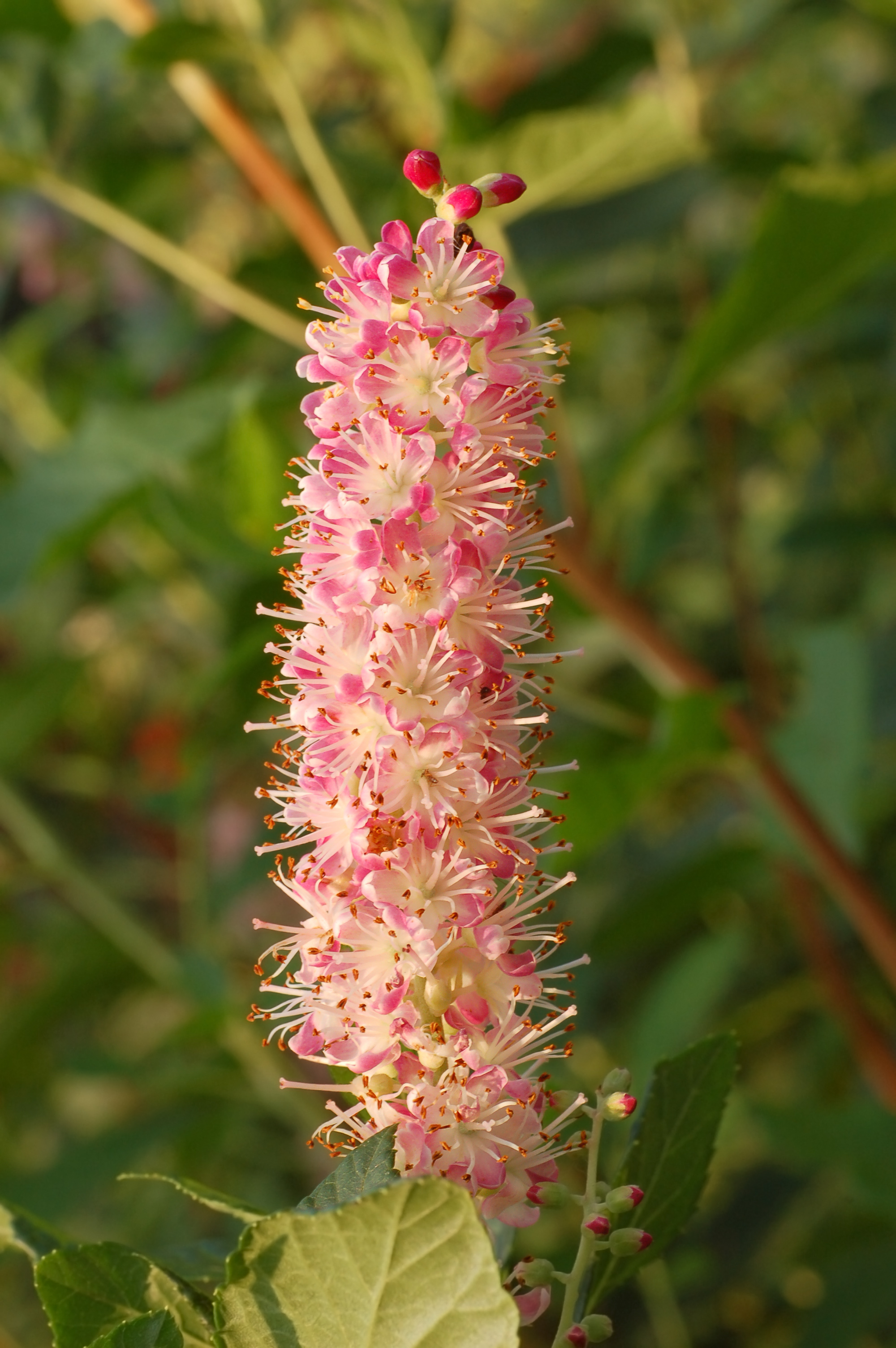